# توم ماكورميك (لاعب كرة قدم أمريكية)
توم ماكورميك (بالإنجليزية: Tom McCormick) هو لاعب كرة قدم أمريكية أمريكي، ولد في 16 مايو 1930 في واكو في الولايات المتحدة، وتوفي في 20 سبتمبر 2012 في فليبين في الولايات المتحدة.